# Zdbiczno
Zdbiczno – jezioro w woj. zachodniopomorskim, w pow. wałeckim, w gminie Wałcz położone na zachód od wsi Zdbice, leżące na terenie Równiny Wałeckiej.
Powierzchnia zwierciadła wody według różnych źródeł wynosi od 220,5 ha do 273,3 ha lub 276,23.
Zwierciadło wody położone jest na wysokości 101,8 m n.p.m. lub 102,5 m n.p.m.. Średnia głębokość jeziora wynosi 5,9 m, natomiast głębokość maksymalna 29,0 m
.
Jest to jezioro polodowcowe, rynnowe o typowym dla tych jezior podłużnym kształcie i stromych brzegach. Jezioro ma silnie rozwiniętą linię brzegową – od północy wcina się w nie długi na ponad 2 km półwysep, na którym znajduje się pole namiotowe. Ośrodki wypoczynkowe i pola namiotowe znajdują się także w samej wsi Zdbice.
W swej południowej części z jeziora wypływa rzeka Zdbica. Na północy jezioro jest połączone ciekami wodnymi z jeziorami Dobre i Głodno, a na południu z jeziorem Smolno.
Po jeziorze Wąsosze jest to największe jezioro Równiny Wałeckiej